# Pochwikowate
Pochwikowate (Coleophoridae) – rodzina motyli z nadrodziny Gelechioidea, obejmująca ponad 1300 gatunków w 43 rodzajach, przedstawiciele rodziny występują na całym świecie, w tym w Polsce. 

## Taksonomia
Rodzinę opisał naukowo Jacob Hübner w 1825 roku. Opisano co najmniej 1418 gatunków (lub według innego wyliczenia 1342 gatunki w 2013 roku) i 43 rodzaje należące do pochwikowatych. Według klasyfikacji Ronalda W. Hodgesa oraz Integrated Taxonomic Information System rodzina obejmuje cztery podrodziny:
- Blastobasinae(inne języki) (bywają zaliczane do osobnej rodziny Blastobasidae(inne języki)[7])
- Coleophorinae
- Momphinae(inne języki) (bywają zaliczane do osobnej rodziny Momphidae(inne języki)[8])
- Pterolonchinae(inne języki) (bywają zaliczane do osobnej rodziny Pterolonchidae(inne języki))

Badania filogenetyczne sprzed 2014 roku wykazały monofiletyzm powyższych podrodzin, wobec czego można je traktować jako odrębne rodziny siostrzane do skośnikowatych i Cosmopterigidae, a te cztery rodziny również tworzą monofiletyczny klad. Pochwikowate są bliżej spokrewnione z Momphidae niż z Blastobasidae.

## Morfologia
Cechy charakterystyczne rodziny obejmują: określone użyłkowanie tylnych skrzydeł, obecność grzebienia (ang. pecten) na czułkach oraz specyficzną budowę walw u samców. Osobniki dorosłe są zazwyczaj smukłej budowy ciała, ubarwione przeważnie żółto, brązowo, biało lub szaro. 

## Występowanie
Pochwikowate występują na całym świecie, większość zamieszkuje półkulę północną; różnorodność Coleophorinae i Momphinae jest największa w państwie holarktycznym, zwłaszcza w zachodniej Palearktyce i Azji Środkowej. Najwięcej gatunków Blastobasinae stwierdzono w Nowym Świecie. Pterolonchinae występują w rejonie Morza Śródziemnego i w południowej Afryce oraz w Ameryce Północnej, gdzie zostały introdukowane. W Polsce występuje około 150 gatunków.

## Zachowanie
Przedstawiciele rodziny z rodzaju Coleophora są postrzegani jako szkodniki m.in. modrzewi, drzew owocowych i orzechowych, gdyż gąsienice w pierwszym stadium larwalnym to owady minujące, tzn. przebywające we wnętrzu liści. Późniejsze stadia żerują na powierzchni liści przebywając w koszyczkach (zob. koszówkowate), które wytworzyły z kawałków liści i frassu złączonych oprzędem. Kształty koszyczków różnią się w obrębie rodziny i mogą ułatwiać identyfikację. Gąsienice należące do innych rodzajów są roślinożerne, padlinożerne bądź drapieżne – żywią się owadami. 

## Galeria

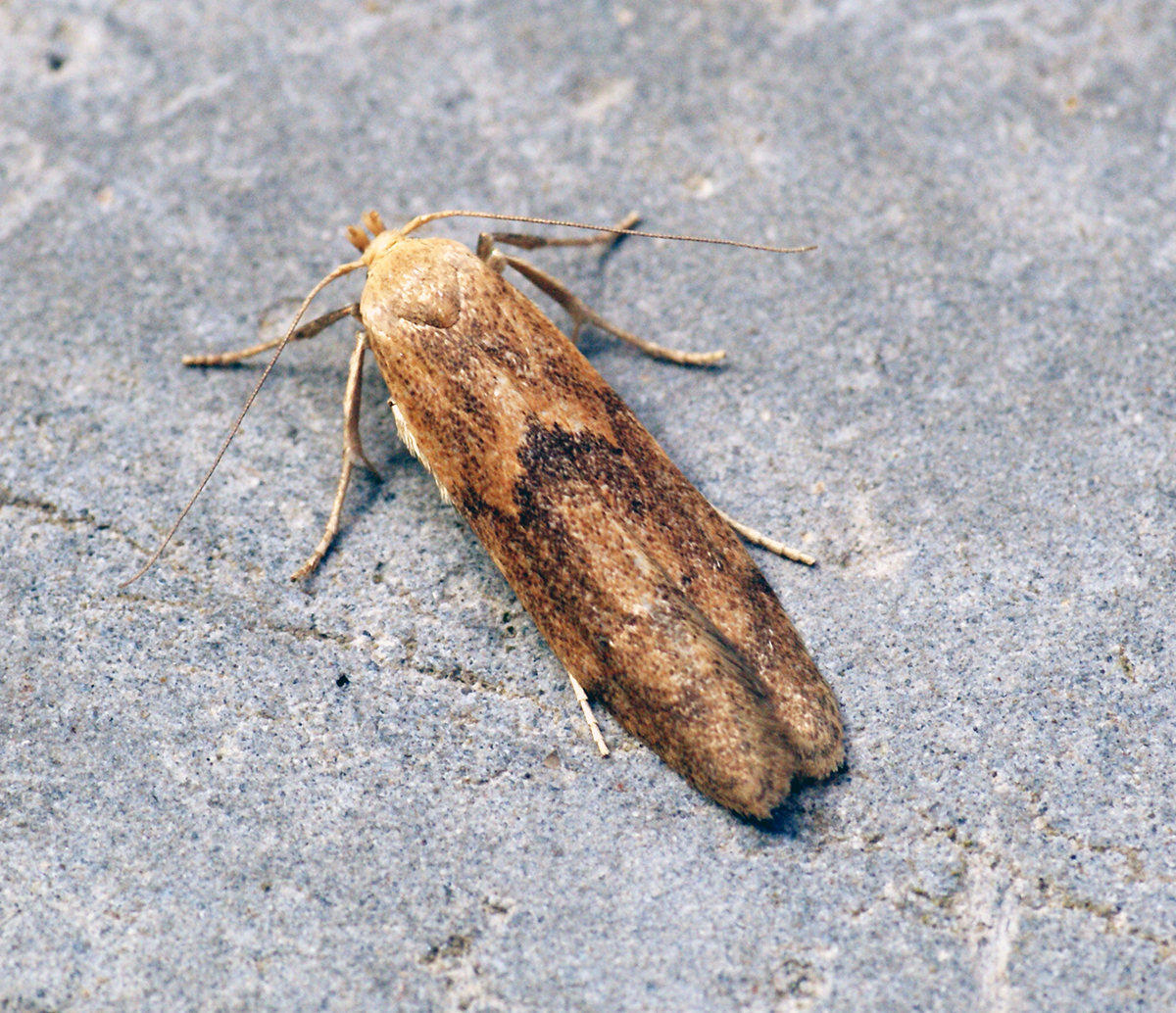
Blastobasis lacticolella (Blastobasinae)
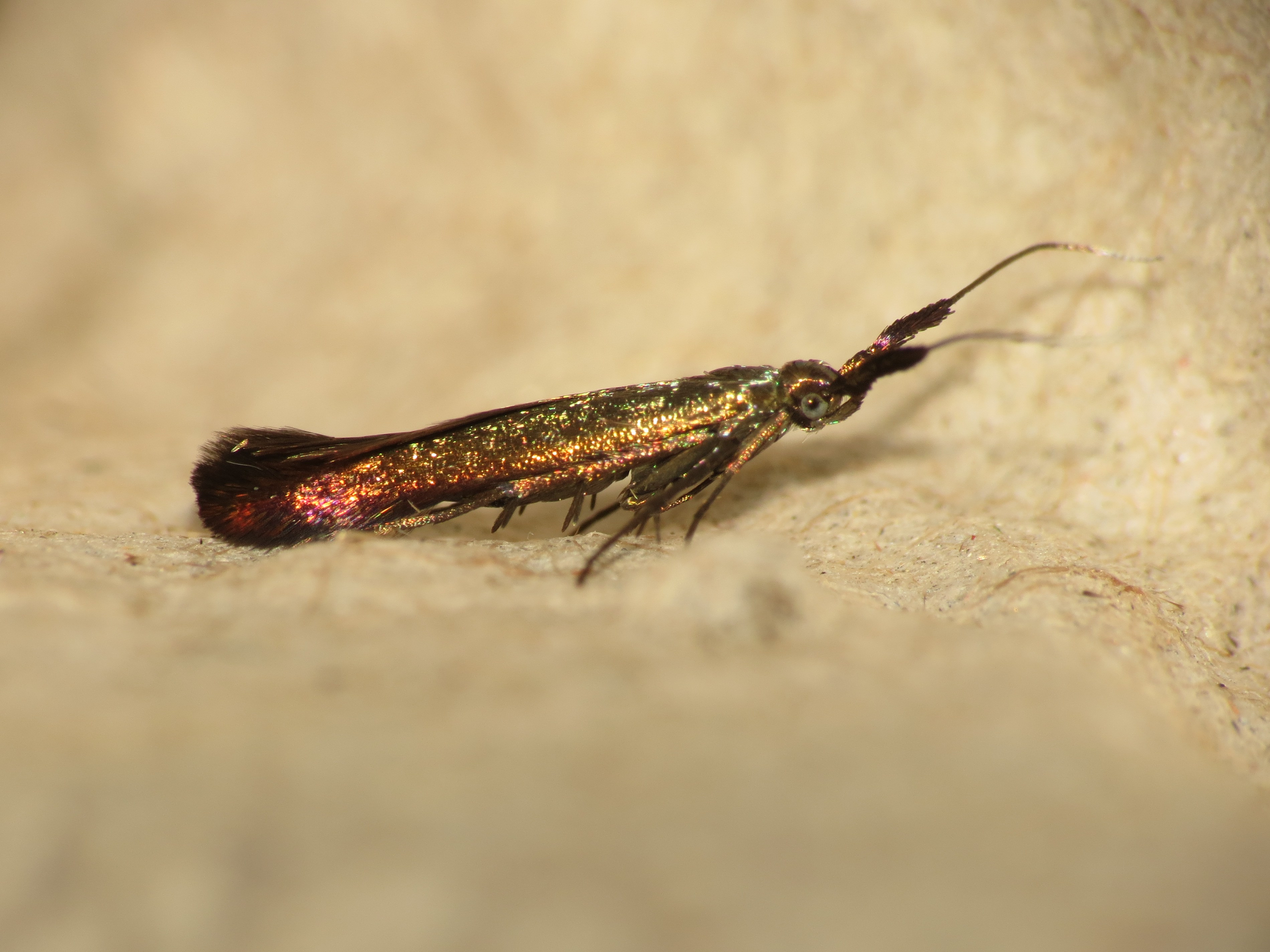
Coleophora deauratella (Coleophorinae)
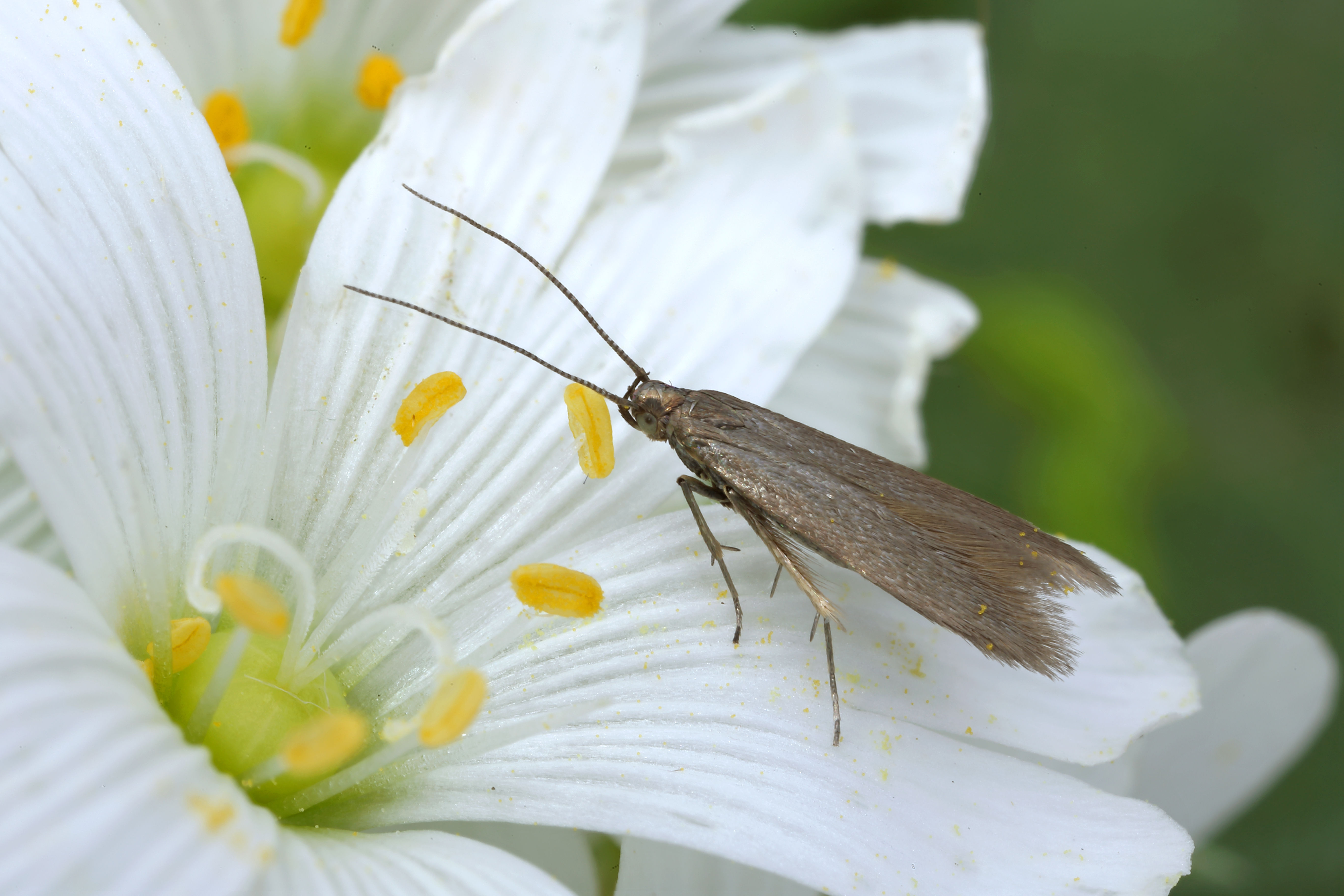
Coleophora lutarea (Coleophorinae)
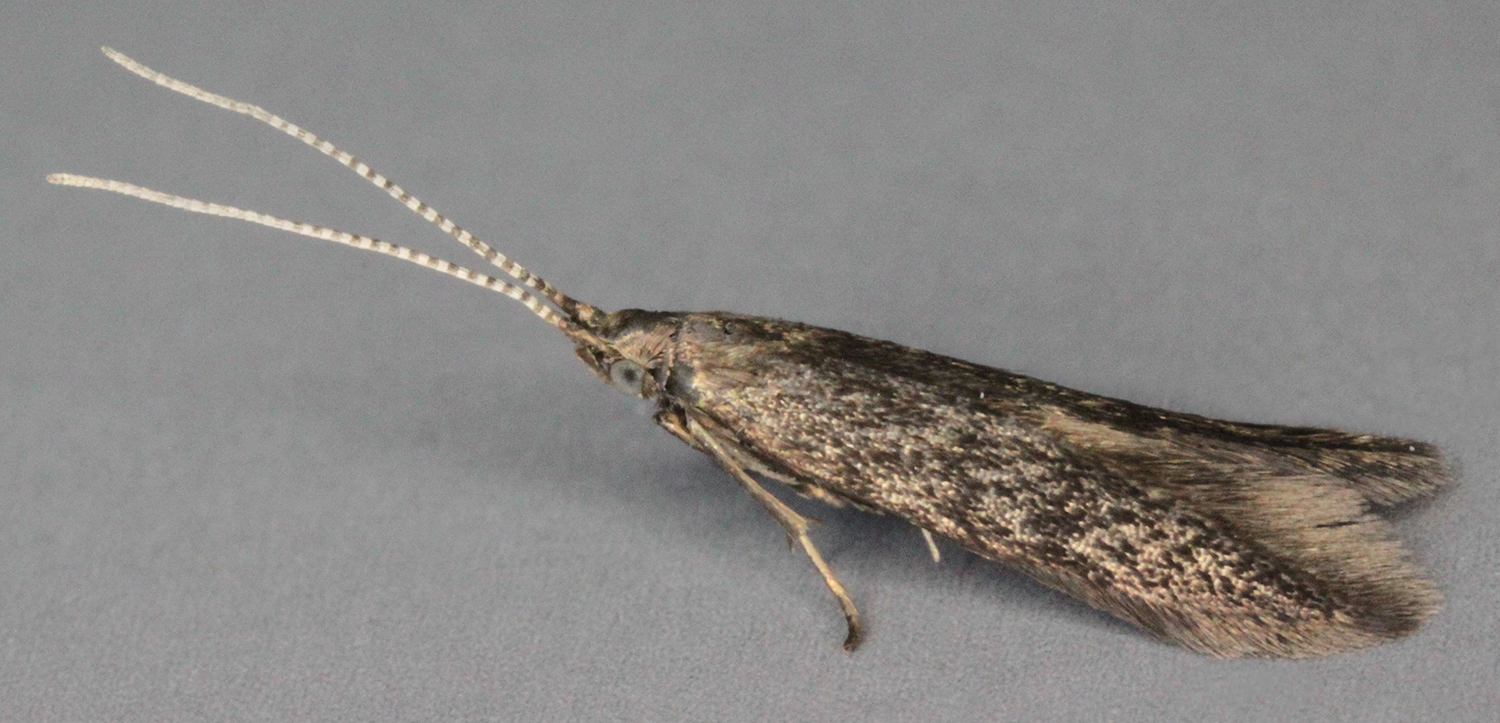
Coleophora serretella (Coleophorinae)
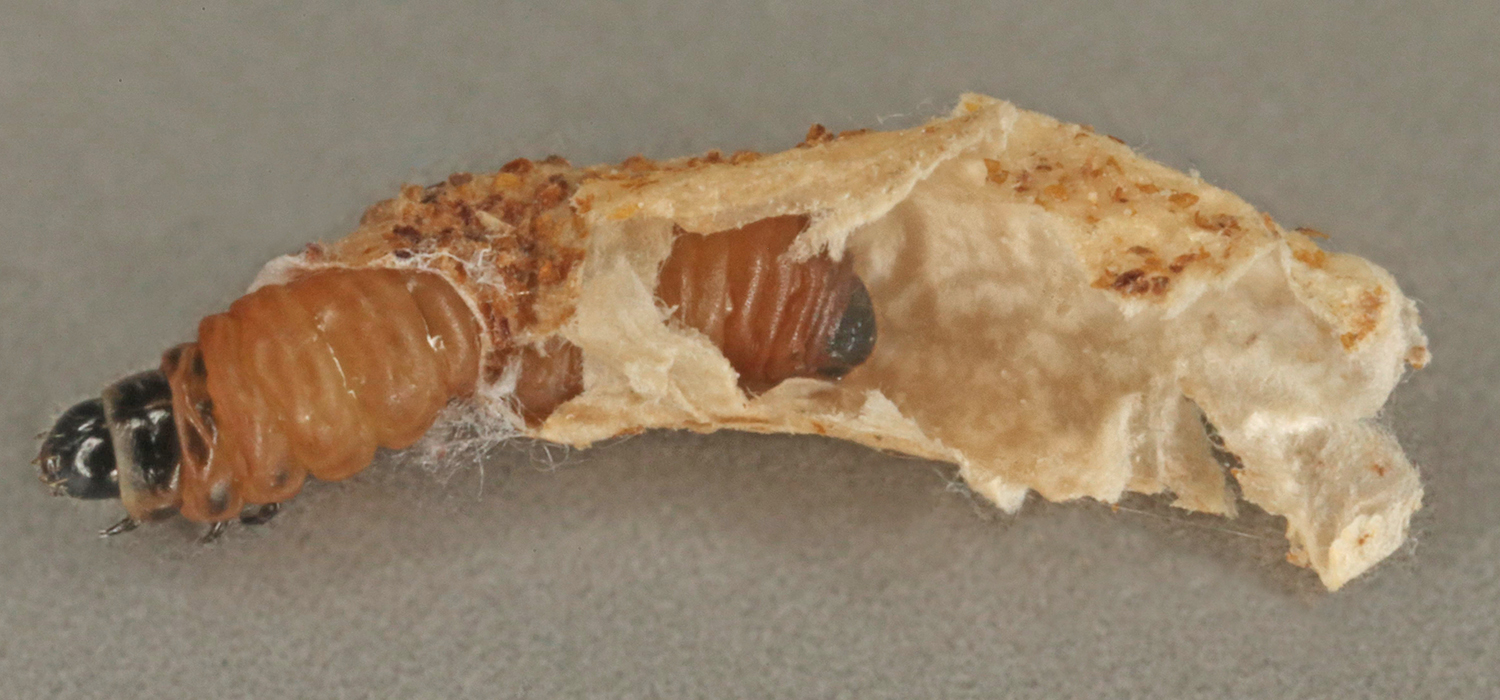
Larwa Coleophora alticolella
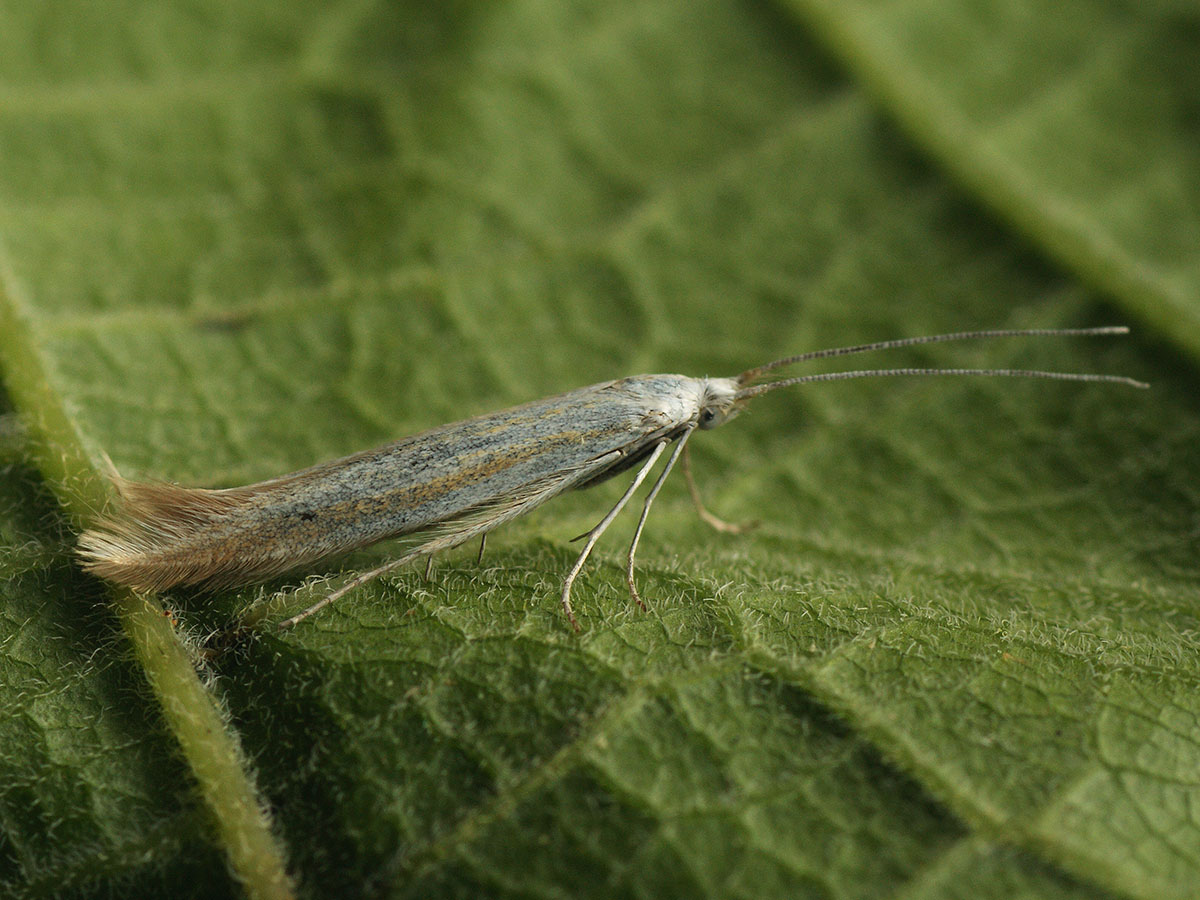
Klimeschja vulnerariae (Coleophorinae)
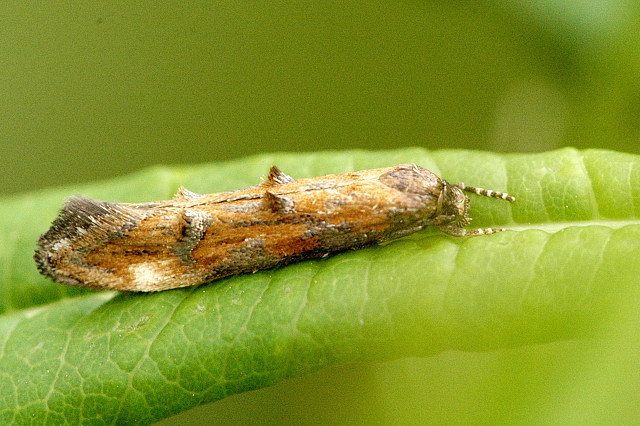
Mompha idaei (Momphinae)
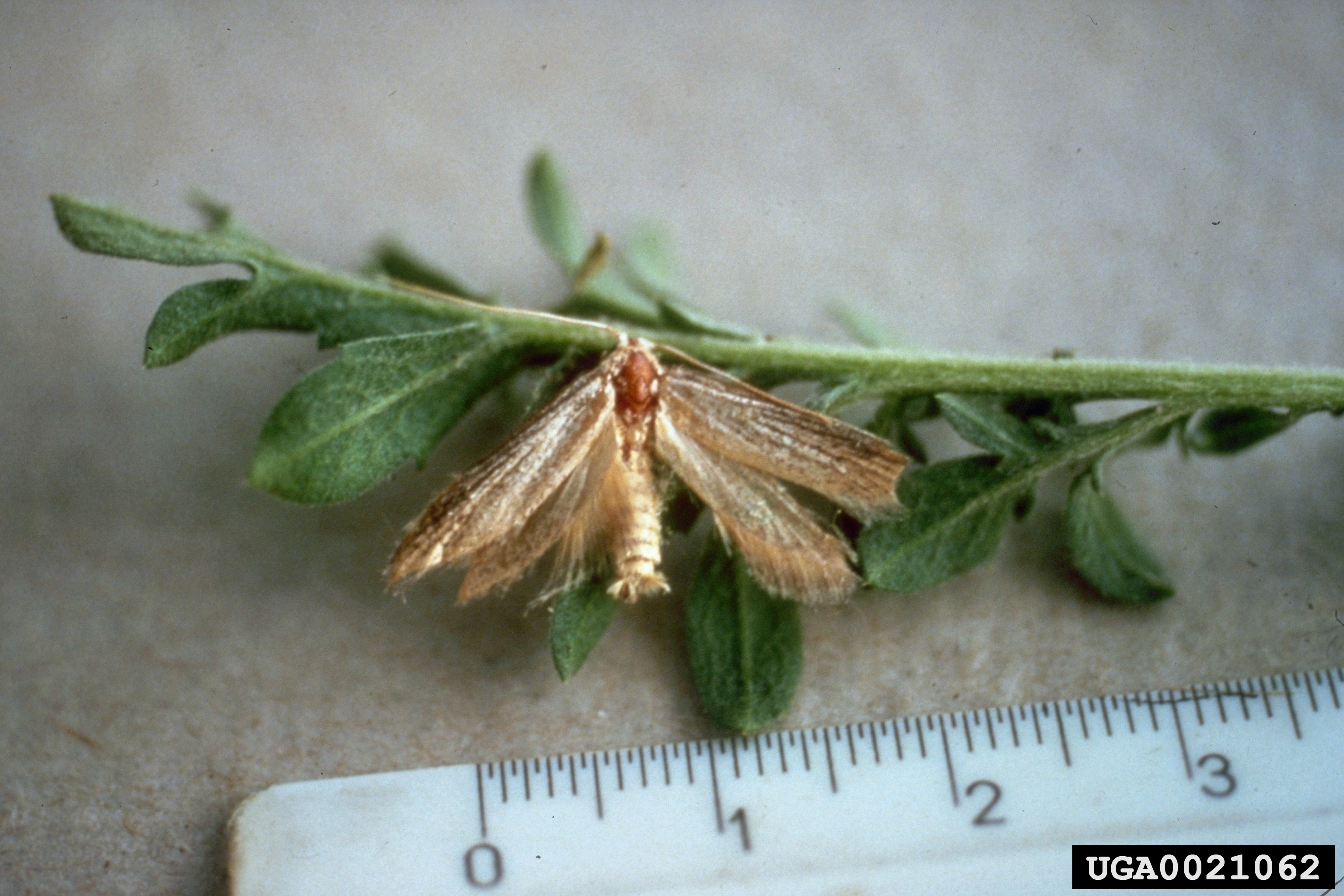
Pterolonche inspersa (Pterolonchinae)